# Hethmoscelis chalcothysana
Hethmoscelis chalcothysana is een vlinder uit de familie van de roestmotten (Heliodinidae). De wetenschappelijke naam van de soort is voor het eerst geldig gepubliceerd in 1955 door Diakonoff.